# Pinehurst (Texas)
Pinehurst es un lugar designado por el censo ubicado en el condado de Montgomery en el estado estadounidense de Texas. En el Censo de 2010 tenía una población de 4.624 habitantes y una densidad poblacional de 224,85 personas por km².

## Geografía
Pinehurst se encuentra ubicado en las coordenadas 30°11′19″N 95°42′13″O / 30.18861, -95.70361. Según la Oficina del Censo de los Estados Unidos, Pinehurst tiene una superficie total de 20.56 km², de la cual 20.49 km² corresponden a tierra firme y (0.37%) 0.08 km² es agua.

## Demografía
Según el censo de 2010, había 4.624 personas residiendo en Pinehurst. La densidad de población era de 224,85 hab./km². De los 4.624 habitantes, Pinehurst estaba compuesto por el 81.53% blancos, el 1.41% eran afroamericanos, el 1.49% eran amerindios, el 0.19% eran asiáticos, el 0.02% eran isleños del Pacífico, el 12.93% eran de otras razas y el 2.42% pertenecían a dos o más razas. Del total de la población el 29.84% eran hispanos o latinos de cualquier raza.